# Interlocutoir appel
Een interlocutoir appel is een beroep dat aangetekend wordt tegen een tussenvonnis. In het Belgische rechtssysteem is dit enkel mogelijk wanneer het beroep op tussenvonnissen mogelijk gemaakt is.
Het interlocutoir appel dateert uit de oudheid, waar reeds opsplitsing van rechtszaken bestond.
Het is ontstaan in het dominaat (284-565), Keizer Constantijn was er principieel tegen maar liet het toch toe in een beperkt aantal gevallen.
Net als Keizer Constantijn was Keizer Justinianus er principieel tegen maar laat splitsing van het proces toch toe.
Deze controverse leidde tot heel wat discussies in de middeleeuwen tussen de voor- (civilisten) en tegenstanders (canonisten).
Het interlocutoir appel was wel steeds mogelijk bij vonnissen tot foltering.